# Salix calcicola
Salix calcicola — вид квіткових рослин із родини вербових (Salicaceae).

## Морфологічна характеристика
Рослина 0.5–13 дм заввишки (вузлувата, іноді утворює клони). Гілки жовто-коричневі, сіро-коричневі або червоно-коричневі, тьмяні чи злегка блискучі, від ворсинчастих до майже голих; гілочки жовто-коричневі чи червоно-коричневі, від помірно щільних до розріджено ворсинчастих. Листки на ніжках, що ворсинчаті чи волосисті адаксіально; найбільша листкова пластина від вузько до широко-еліптичної чи субкруглої форми; краї краї (іноді багряні), плоскі, цілі чи зубчасті; верхівка загострена, гостра чи заокруглена; абаксіальна поверхня (низ) сірувата, рідко ворсинчаста або волосиста чи майже гола; адаксіальна — тьмяна чи злегка блискуча, рідко ворсинчаста чи волосиста; молода пластинка червонувата чи жовтувато-зелена, помірно щільно ворсинчаста абаксіально, волоски білі. Сережки квітнуть до появи листя; тичинкові товсті, 18–45 × 13–21 мм; маточкові густоквіті, товсті, 32–75 (100 у плодах) × 12–25 мм. Коробочка 4–8 мм.

## Середовище проживання
Канада й США (Альберта, Колорадо, Лабрадор, Манітоба, Ньюфаундленд, Нунавут, Онтаріо, Квебек). Населяє бореальні заплави, альпійські вологі луки, зарості берези карликової, морські прибережжя, щебінь після припливу, піщані дюни, піщані та мулисті береги річок, глинисті наморозки, вапнякові субстрати; 0–3700 метрів.